# Polimnia Romana Sierra Bárcena
Polimnia Romana Sierra Bárcena (Ciudad de México, 28 de diciembre de 1976) es una política mexicana que estudió Medicina Veterinaria y Zootecnia en la Facultad de Estudios Superiores Cuautitlán de la UNAM.

## Trayectoria

### Jefa del Departamento de Logística
Se desempeñó como asistente personal del jefe de gobierno del DF Andrés Manuel López Obrador desde 2003, a la par, como Jefa del Departamento de Logística, encabezó el grupo denominado Las Gacelas, un cuerpo de seguridad integrado por mujeres capacitadas en materia de protección y seguridad especial para funcionarios en Israel que resguardó la seguridad del mandatario capitalino.  Encabezó dicho grupo hasta junio de 2005 cuando pasó a coordinar la logística de las giras de López Obrador como candidato a la presidencia de la República por el Partido de la Revolución Democrática entre agosto e 2005 y julio de 2006. 
Una vez finalizada la campaña presidencial de 2006, fue la coordinadora logística de las giras de López Obrador por todo el país denominadas Honestidad Valiente AC. Renunció en diciembre de 2011 para competir en las elecciones del DF de 2012 por una diputación.

### Asamblea Legislativa
Resultando electa con 65 mil votos, se desempeñó como diputada por el distrito XXV de Álvaro Obregón en la VI Legislatura de la Asamblea Legislativa del Distrito Federal de 2012 a 2015 en la cual fue promovente de Ley de Atención Integral de la Primera Infancia del D.F., la cual está encaminada a propiciar el correcto desarrollo de los infantes con condiciones de igualdad e independientemente de la situación social de origen, esta iniciativa ya fue replicada en diversos Estados de la República Mexicana  e incluso en otros países de Latinoamérica.
Asimismo, promovió la Ley de lactancia Materna, la Ley de Cementerios y Servicios Funerarios y Reformas a la Ley de Publicidad Exterior, todas del Distrito Federal, así como la creación de la cartilla de 0 a 6 en el D.F. y la creación de la Defensoría de la Niñez en el D.F.
Se separó de la bancada del PRD el 23 de marzo de 2015 y posteriormente renunció al partido diciendo estár decepcionada porque el partido dejó de ver por la gente. 

### Candidata a jefa delegacional y diputada federal
Fue candidata común por la coalición del Partido Revolucionario Institucional y el Partido Verde Ecologista de México para competir a la jefatura delegacional de Álvaro Obregón en las elecciones de 2015, las cuales perdió al obtener 50 315 votos, lo que representó el 19.80 %, siendo la ganadora María Antonieta Hidalgo Torres de la coalición PRD/PT con 60 974 votos, lo que representó el 23.98 %. 
Se reincorporó al PRD para competir en las elecciones federales de 2018 por la diputación del distrito federal 16 donde obtuvo 57 543 votos, lo que representó el 32.57 %, perdiendo frente a la candidata de la coalición Juntos Haremos Historia Lorena Villavicencio Ayala que obtuvo 86,462 votos, lo que representó el 48.94 %
Posteriormente trabajó como asesora y directora de la Unidad de Gasto Eficiente de la alcaldía Milpa Alta entre 2018 y 2021, cuando volvió a competir en elecciones del 2021, buscando ahora la diputación del distrito local 18 de la Ciudad de México. Resultó ganadora con 57,961 de los votos, lo que representó 43.84 %

### II Legislatura
Como diputada en el Congreso de la Ciudad de México fungió como Presidenta de la Comisión de Atención al Desarrollo de la Niñez mediante la cual organizó el Primer y Segundo Parlamento de la Niñez en el Congreso en los años 2022 y 2023 respectivamente, con la participación de niñas y niños que hicieron uso de la tribuna para exponer sus reclamos y propuestas que buscan atender y resolver diversos problemas que les afectan.
Se aprobó su iniciativa que eleva a Rango Constitucional el Derecho a la Lactancia Materna impulsando su defensa, promoción y protección de forma exclusiva, en beneficio de las madres y los infantes que habitan la CDMX.
Después de 11 años de insistir en la importancia de impulsar la Lactancia Materna y cumplir con la Ley Federal del Trabajo, el 8 de febrero de 2023 se inauguró el Lactario del Congreso de la Ciudad de México.
Impulsó la reforma que establece la pérdida de la Patria Potestad de Feminicidas, la cual busca garantizar el mínimo derecho a la no repetición, porque un niño cuya madre fue asesinada, no debe por ningún motivo ser obligado a convivir con el asesino de ella.
Asimismo presentó las siguientes iniciativas:
• Iniciativa de reforma a la Ley Federal del Trabajo para garantizar a las mujeres trabajadoras una Menopausia Digna, a fin de salvaguardar los derechos laborales de las mujeres trabajadoras que durante la menopausia hayan sido diagnosticadas con síntomas severos que puedan resultar incapacitantes, a través del otorgamiento una licencia laboral con goce de sueldo.
• Iniciativa en materia de duelo por Muerte Gestacional, la cual contempla incluir en las Actas de Defunción el nombre del bebé fallecido, a fin de generar recuerdos para un sano duelo en las madres y padres que perdieron a su bebé.
• Iniciativa de reforma para que las autoridades competentes generen campañas de concientización sobre la planificación familiar, con el objetivo de promover un mejor futuro para las presentes y próximas generaciones.
• Iniciativa para establecer la Equidad Tributaria, la cual plantea un modelo recaudatorio en donde pague más el que tenga más.
• Iniciativa de reforma constitucional para precisar los bienes y servicios que conforman el Derecho al Mínimo Vital y que debe garantizar el Estado.
• Iniciativa de reforma para incrementar las penas a los “pesaderos” que compren o vendan coladeras o cualquier elemento del equipamiento urbano la cual fue aprobada en el pleno del Congreso.
Los módulos legislativos de Atención Ciudadana a su cargo se han destacado por proporcionar servicios de alta calidad como la Consulta Médica con medicamentos gratuitos, Asesoría Jurídica y los Talleres de Autoempleo que tienen como finalidad que las alumnas graduadas emprendan un negocio y obtengan ingresos económicos por el ejercicio de estas actividades; así mismo se brinda atención a las peticiones de vecinos y se realiza la entrega de apoyos de artículos de movilidad y artículos médicos.
Como representante popular mantiene contacto directo con vecinos de las 251 colonias de la alcaldía Álvaro Obregón a través de la Implementación de Jornadas de Abasto Popular y Recuperación de Espacios en coordinación con la alcaldía.

## Elecciones de 2024
En las elecciones de 2024 buscó la reelección por el ahora distrito 32, perdiendo frente a la candidata común de la coalición Sigamos Haciendo Historia en la CDMX María del Rosario Morales Ramos que obtuvo 80 419 votos, representando 52.95 %.